# Чарыев, Балта Чарыевич
Балта Чарыевич Чарыев (род. 1935) — советский туркменский хозяйственный, государственный и партийный деятель.

## Биография
Родился в 1935 году. Член КПСС с 1961.

### Образование
Окончил Туркменский сельскохозяйственный институт имени М. И. Калинина.
В 1980 в Ташкенте защитил диссертацию на соискание учёной степени кандидата экономических наук. Тема диссертации: «Повышение эффективности производства хлопка в зоне среднего течения Аму-Дарьи: на материалах Туркменской ССР».

### Трудовая деятельность
С 1958 года — на хозяйственной, общественной и политической работе: агроном колхоза, главный агроном районной инспекции сельского хозяйства, инструктор отдела Чарджоуского обкома партии, председатель райисполкома, заведующий отделом парткома производственного колхозно-совхозного управления, второй, затем первый секретарь Чарджоуского райкома партии, первый секретарь Чарджоуского обкома КП Туркмении, научный сотрудник Института экономики АН Туркменской ССР.
Избирался депутатом Верховного Совета СССР 9-го созыва. Делегат XXIV и XXV съездов КПСС.
Жил в Туркмении.